# Lions klub Celje
Lions klub Celje je humanitarno društvo, ki s  prijateljskim združevanjem prostovoljcev različnih poklicev razvija in pospešuje medsebojno razumevanje in spoštovanje, se zavzema za svobodo človeka in duha, ter za kulturni, socialni in splošni razvoj družbe.

## Delovanje
Delovanje kluba je namenjeno splošnim koristim, je dobronamerno in ne-pridobitniško. Posebna skrb je posvečena ostarelim, bolnim, slepim in nemočnim ljudem. 
Klub se zavzema za poglobitev prijateljskih stikov med narodi in ohranitev trajnega miru.
Klub v okviru svojih možnosti in angažiranjem svojih članov organizira različne humanitarne prireditve, prodaje , avkcije umetniških del in tako pridobiva sredstva za pomoč prizadetim.

## Članstvo v mednarodnih organizacijah
Lions klub Celje je član Zveze Lions klubov Slovenije in član Lions Clubs International s sedežem v Oak Brooku, Illinois, ZDA.